# Jan Gołocki
Jan Gołocki herbu własnego – wicewojewoda malborski w latach 1644–1650, pisarz grodzki chełmiński w latach 1635–1639, pisarz ziemski chełmiński w latach 1631–1651.
Poseł na sejm 1642 roku, sejm 1645 roku, sejm 1646 roku.
W 1648 roku był elektorem Jana II Kazimierza Wazy z województwa chełmińskiego. Poseł sejmiku generalnego pruskiego na sejm koronacyjny 1649 roku, sejm 1650 roku. Poseł sejmiku kowalewskiego na sejm 1649/1650 roku.